# Arrondissement administratif de Maaseik
L'arrondissement administratif de Maaseik (en néerlandais et officiellement, arrondissement Maaseik, anciennement Maeseyck ; en limbourgeois mais non officiel, Mezeik) est un des trois arrondissements administratifs de la province belge de Limbourg, situés en Région flamande. L’arrondissement a une superficie de 910,44 km2 et compte 259 943 habitants  au 1er janvier 2025 soit une densité de 285,51 habitants/km².
L’arrondissement fait partie de l’arrondissement judiciaire du Limbourg.

## Histoire
L’arrondissement de Maaseik date de 1839 au moment de la séparation de la province néerlandaise de Limbourg en une province belge et une province néerlandaise.
Avant le 1er avril 2014, les communes de l’arrondissement se répartissaient sur les arrondissements judiciaires de Hasselt et de Tongres.

## Districts/cantons
- Brée (Bree)
- Maaseik
- Pelt
- Peer

## Communes et leurs sections

### Communes
- Bocholt
- Brée (Bree)
- Dilsen-Stokkem
- Hamont-Achel
- Hechtel-Eksel
- Houthalen-Helchteren
- Kinrooi
- Lommel
- Maaseik
- Oudsbergen
- Peer
- Pelt

### Sections
- Achel
- Beek
- Bocholt
- Brée (Bree)
- Dilsen
- Eksel
- Elen
- Ellikom
- Gerdingen
- Grote-Brogel
- Gruitrode
- Hamont
- Hechtel
- Helchteren
- Houthalen
- Kaulille
- Kessenich
- Kinrooi
- Kleine-Brogel
- Lanklaar
- Lommel
- Maaseik
- Meeuwen
- Molenbeersel
- Neerglabbeek
- Neeroeteren
- Neerpelt
- Opoeteren
- Ophoven
- Opglabbeek
- Opitter
- Overpelt
- Peer
- Reppel
- Rotem
- Lille-Saint-Hubert (Sint-Huibrechts-Lille)
- Stokkem
- Tongerlo
- Wijchmaal
- Wijshagen

## Démographie
- Source:INS - De:1846 à 1970=recensement de la population au 31 décembre; depuis 1980= population au 1er janvier[1]